# Taurolema
Taurolema is een kevergeslacht uit de familie van de boktorren (Cerambycidae). De wetenschappelijke naam van het geslacht werd voor het eerst geldig gepubliceerd in 1860 door Thomson.

## Soorten
Taurolema omvat de volgende soorten:
- Taurolema albopunctata Gounelle, 1906
- Taurolema bellatrix Thomson, 1860
- Taurolema cicatricosa Lane, 1966
- Taurolema dalensi Touroult & Tavakilian, 2007
- Taurolema duffyi Lane, 1966
- Taurolema flavocincta Gounelle, 1906
- Taurolema hirsuticornis Chevrolat, 1861
- Taurolema nigroolivacea Touroult & Demez, 2012
- Taurolema nigropilosa Júlio, 2003
- Taurolema nigroviolacea Touroult & Tavakilian, 2007
- Taurolema oberthuri Gounelle, 1906
- Taurolema olivacea Gounelle, 1908
- Taurolema pretiosa Chevrolat, 1861
- Taurolema rutilans Gounelle, 1906
- Taurolema seabrai Lane, 1973
- Taurolema superba Fuchs, 1966